# Codonoblepharon novo-guinense
Codonoblepharon novo-guinense là một loài Rêu trong họ Orthotrichaceae. Loài này được (E.B. Bartram) Matcham & O'Shea mô tả khoa học đầu tiên năm 2005.